# Чиријако (Кјети)
Чиријако (итал. Ciriaco) је насеље у Италији у округу Кјети, региону Абруцо.
Према процени из 2011. у насељу је живело 31 становника. Насеље се налази на надморској висини од 50 м.